# اچ‌ام‌اس فاکسهوند (اچ۶۹)
اچ‌ام‌اس فاکسهوند (اچ۶۹) (به انگلیسی: HMS Foxhound (H69)) یک کشتی بود که طول آن ۳۲۹ فوت (۱۰۰٫۳ متر) بود. این کشتی در سال ۱۹۳۴ ساخته شد.